# Rownhams
Rownhams är en ort i civil parish Nursling and Rownhams, i distriktet Test Valley, i grevskapet Hampshire, i England. Rownhams var en civil parish 1897–1932 när blev den en del av Nursling and Rownhams. Civil parish hade 540 invånare år 1931.